# Václav Štech

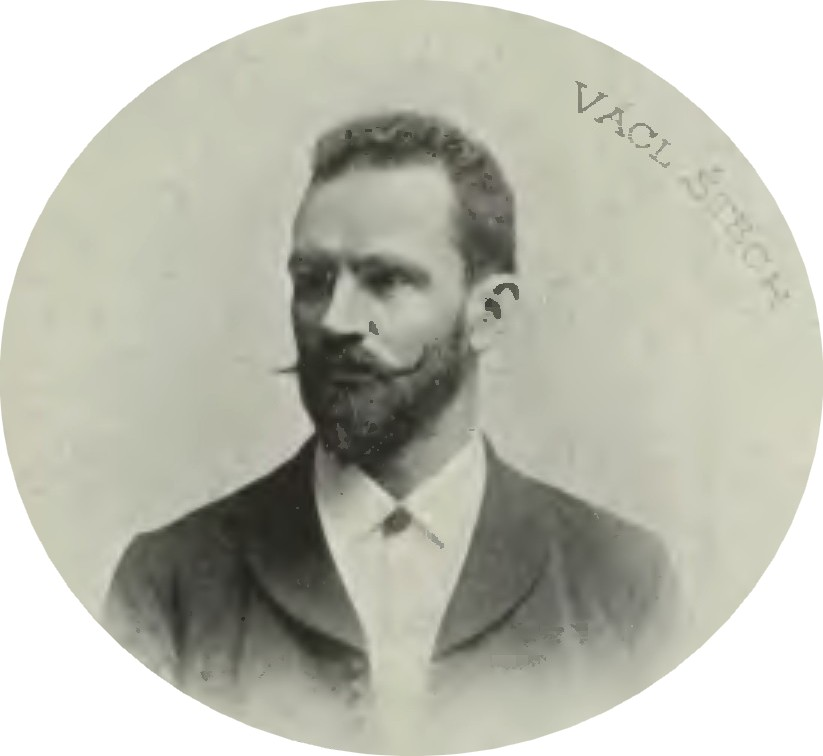
Václav Štech

Václav Štech (* 29. April 1859 in Kladno; † 23. Februar 1947 in Prag) war ein tschechischer Schriftsteller, Komödienautor und Theaterdirektor.

## Leben
Nach dem Studium am Prager Lehrerbildungsinstitut (1879) arbeitete Štech zunächst als Lehrer in Slaný und ab 1894 in Prag. Daneben war er literarisch und publizistisch tätig. Er galt als bewährter Organisator des tschechischen Theaterlebens; von 1908 bis 1911 war er Direktor des Theaters in den Weinbergen, 1914 bis 1918 des Urania Theaters und 1919 bis 1925 des Theaters in Brünn. Štech gilt als routinierter Schwänke- und Komödienschreiber; in seiner humoristischen Kurzprosa prangert er die geistige Öde der tschechischen Kleinstadt an. In seinem Romanschaffen, das 12 Bände umfasst, ging er über diesen Themenkomplex hinaus und griff auch Probleme aus dem Theatermilieu und aus dem nationalen Befreiungskampf des tschechischen Volkes auf.

## Werke
Václav Štech schrieb die Erzählungen „Kleinstadtpfeffer“ (1893), „Das Dorngebüsch“ (1896), „Humoresken“ (1905), „Abscheuliche Histörchen“ (1908), „Notizbuch eines Humoristen“ (1911), „Prager Klatsch“ (1919), „Scherz und Abglanz“ (1926), „Gaukeleien und Possen“ (1928) und „Was die Frauen wurmt“ (1934). Die Kurzgeschichte Der beste Mann (Übersetzung: Gustav Just) erschien in der Anthologie „Ein Prager Sherlock Holmes - Tschechische Humoresken.“ Verlag der Nation, Berlin 1990.